# Cultura Huarpa
```
   [[Categoria:Estados extintos da América do Sul|Cultura Huarp, 
200 a.C.
]]
```

Huarpa ou Warpa foi uma cultura pré-Inca localizada na bacia do rio Huarpa, na atual região de Ayacucho, no Peru. É definida a partir de sua cerâmica decorada com tinta preta sobre uma superfície branca e pelo conjunto de sítios arqueológicos associados a esta cerâmica.
Embora sua localização cronológica não seja bem definida, os restos encontrados seriam dos anos entre 200 a. C. a 500 d. C. aproximadamente. A cultura Huarpa tem sido estudada principalmente por sua relação com a cultura Huari posterior, dada a localização geográfica compartilhada e o fato de que alguns elementos decorativos foram adaptados à iconografia Huari. Além disso, não se sabe muito bem qual era a natureza e os motivos da transição entre a cultura Huarpa e a Huari e o que isso implicava para as sociedades que habitavam esta área.

## Desenvolvimento cultural
Segundo o arqueólogo peruano Luis Lumbreras, um dos principais pesquisadores dessa cultura, embora as manifestações culturais dos Huarpa fossem mais modestas comparadas às de outras culturas contemporâneas, como a cultura Moche ou a cultura de Nazca, os Huapas conseguiram manejar eficazmente o meio geográfico e explorar amplamente os recursos agrícolas.
Os Huarpas fizeram obras notáveis em hidráulica, assim como as primeiras tentativas de irrigação e a qualificação de terras de cultura com a construção de terraços.
A maioria dos assentamentos Huarpa eram formados por pequenas aldeias espalhadas por toda a região. O maior assentamento Huarpa foi Ñahuimpuquio, localizado no distrito de Ayacucho. Vestígios de grandes edifícios, casas, praças, currais e aquedutos parecem indicar uma ocupação prolongada e que o local poderia ter uma importância especial para os habitantes da região.

## Declínio da Cultura Huarpa
A Cultura Huarpa entra em declínio por volta de 500 d.C. O fim da Cultura Huarpa foi atribuído principalmente às intensas mudanças climáticas que modificaram drasticamente os hábitos de vida e sustento que a civilização huarpa mantinha há anos. Embora os processos naturais sejam lentos, o aumento de sua intensidade foi tal que a sociedade não poderia neutralizá-los, levando os assentamentos a ficarem desabitados..
Outras razões, além das mudanças tempo, influencuiaram o desaparecimento da cultura Huarpa:
- O contato cada vez mais intenso com sociedades mais influentes na costa de Ica-Nazca ou com a cultura de Tiahuanaco.
- O crescimento populacional incontrolável, que juntamente com os deslocamentos e mudanças de localização, segmentaram a integridade.
- A exploração excessiva da terra, levou ao abandono das atividades agrícolas típicas da sociedade Huarpa.

A soma desses fatores não só pôs fim à cultura Huarpa, mas também serviu como um gatilho para iniciar a cultura Huari, que habitaria as mesmas regiões por pelo menos mais três séculos.